# جامعه شبکه‌ای

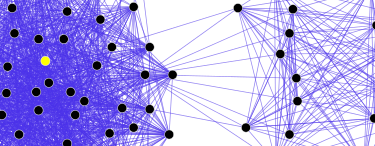
دیاگرام جامعه شبکه ای

جامعه شبکه‌ای، نظریه جدیدی است که پس از جامعه اطلاعاتی و تحت تأثیر نظریه‌پرداز جدید مانوئل کاستلز مطرح شده‌است و لزوماً ارتباطی با رشد و توسعه شبکه‌های اجتماعی مجازی ندارد، چرا که خود مفهومی تئوری و مستقل برای توصیف جامعه عصر جدید است.

## کتاب عصر اطلاعات
جامعه شبکه ای در کتاب معروف سه جلدی مانوئل کاستلز با نام عصر اطلاعات به تفصیل معرفی می‌گردد. جلد اول کتاب عصر اطلاعات با زیرتیتر جامعه شبکه‌ای، جامعه عصر جدید را مبتنی بر ارتباطات شبکه ای می‌داند. در جلد دوم کتاب با زیرتیتر قدرت و هویت و جلد سوم با پایان هزاره نظریه جامعه شبکه ای را تکمیل می‌کند. مانوئل کاستلز، جامعه شبکه‌ای را همانند جامعه اطلاعاتی در عرصه‌های مختلف حیات اجتماعی تفسیر می‌کند.
کاستلز مسیر تحول جامعه شبکه‌ای را پیرامون چند محور اصلی می‌داند: قطبی شدن ساختار اقتصادی بین‌المللی و جوامع، دگرگونی کار و اشتغال، دگرگونی رسانه‌ها و مخاطبان، تغییر بنیان‌های مادی فرهنگ (فضای جریان‌ها و زمان بی زمان).
از نظر او به واسطه این تغییرات، در جامعهٔ اطلاعاتی، جامعهٔ مدنی تضعیف شده و از هم گسسته می‌شود. چرا که بین منطق اعمال قدرت در شبکهی جهانی و منطق ارتباط در جوامع و فرهنگهای خاص پیوستگی و استمراری وجود ندارد؛ بنابراین افراد حول اصول اجماع اشتراکی، هویتهای دفاعی را بازسازی می‌نمایند و تضادی میان جریان‌های ناشناخته (جهانی) و هویت‌های منزوی (خاصگرا) شکل می‌گیرد.

## جامعه شبکه‌ای
مانوئل کاستلز فضا را متفاوت از مکان می‌داند. مکان امری فیزیکی است که جهان واقعی در آن قرار گرفته‌است اما فضا تجسم ذهن بشر از مکان واقعی است که همواره در جریان و سیال است. از این رو با عنوان فضای جریان، از آن یاد می‌شود. این رسانه‌های نوین و پرسرعت هستند که با انتقال برق آسای اطلاعات، معنای جا و مکان را در ذهن بشر دگرگون کرده‌اند. بستری که فضای جریان در آن شکل می‌گیرد بر سه‌پایه اصلی قرار گرفته‌است که به صورت لایه ای معرفی می‌شود.
- لایه اول: تکیه گاه الکترونیک؛ تکیه گاه الکترونیک بر پایه مدارها عمل می‌کند. تعبیر دیگری از زیرساخت و سخت‌افزاری که بنای یک فضای شبکه ای بدون آن قابل تصور نیست.[۱]
- لایه دوم: گره‌ها و محورها؛ منظور از این لایه کانال‌های ارتباطی است که اطلاعات از طریق آن انتقال می‌یابد. گره‌ها در واقع همان دستگاه‌های خدمات گیرنده ای هستند که هر یک از کاربران فضای مجازی از آن استفاده می‌کنند و همچنین دستگاه‌های خدمات دهنده ای که انتقال اطلاعات را امکان‌پذیر می‌سازند. از سوی دیگر محورها نیز از ابزارهای اتصال هستند که مهمترین آن کابل‌ها و همچنین فیبرهای نوری هستند.[۱]
- لایه سوم: مدیریت و سازماندهی فضای شبکه ای؛ در این لایه کل سازوکار پدید آمده در لایه‌های پیشین، ساماندهی می‌شود. در این لایه امکانات نرم‌افزاری برای افزایش کارآمدی فضای جریان‌ها به کار گرفته می‌شود تا کل فرایند را کامل کند.[۲]

## یان ون دایک
یان ون دایک، استاد علوم ارتباطات دانشگاه توئنته هلند، دیگر صاحب نظر در نظریه جامعه شبکه‌ای است که در کتاب معروف خود با نام جامعه شبکه ای، مباحث جدیدی را به نظریات قبلی می‌افزاید. به نظر ون دایک، جامعه شبکه ای با ترکیبی از شبکه‌های اجتماعی و شبکه‌های رسانه‌ای، ساختارهای اصلی جامعه را در هر سه لایه فردی، سازمانی و اجتماعَی پدیدمی‌آورد.